# Les Aventures de Billy
Pour plus de détails, voir Fiche technique et Distribution.
Les Aventures de Billy (The Adventures of Billy) est un film muet américain réalisé par David Wark Griffith, sorti en 1911.

## Fiche technique
- Titre original : The Adventures of Billy
- Titre français : Les Aventures de Billy
- Réalisation : David Wark Griffith
- Scénario : James Carroll
- Photographie : Billy Bitzer
- Société de production et de distribution : Biograph Company
- Pays de production : États-Unis
- Format : Noir et blanc - 35 mm - 1,33:1 - Film muet
- Genre : Mélodrame
- Durée : 7 minutes
- Date de sortie : 
  - États-Unis : 19 octobre 1911

## Distribution
- Edna Foster : Billy
- Donald Crisp : un clochard
- Joseph Graybill : un clochard
- Dell Henderson
- Claire McDowell
- Kate Bruce
- Frank Evans
- W. Chrystie Miller
- Charles Hill Mailes
- Alfred Paget
- Grace Henderson
- D. W. Griffith
- Harry Hyde